# Puezspitzen
Die Puezspitzen (ladinisch Pizes de Puez) sind ein zweigipfliger Berg in den Südtiroler Dolomiten. Der Westgipfel, die Westliche Puezspitze, ist mit 2918 m der höchste Punkt der Puezgruppe, während der Ostgipfel, die Östliche Puezspitze, in etwa 300 m Entfernung mit 2913 m etwas niedriger ist.

## Lage und Umgebung
Die Puezspitzen befinden sich im Nordwesten der Puezgruppe in den Südtiroler Dolomiten (Italien). Der Westgipfel (2918 m) und der Ostgipfel (2913 m) sind durch eine kleine Scharte getrennt und etwa 300 m voneinander entfernt. Nach Westen setzt sich der Kammverlauf zum Piz Duleda (2909 m) hin fort. Nach Südosten sinkt der Kamm zum deutlich niedrigeren Puezkofel (2725 m). Gegen Süden fällt der Bergaufbau über die Puezalm ins Langental ab, während Richtung Norden bei den Puezspitzen ein Kamm abzweigt, der das obere Campiller Tal vom Zwischenkofeltal trennt und mit dem Piz Somplunt (2738 m) seinen höchsten Punkt erreicht.
Über den Gipfelgrat verläuft die Gemeindegrenze von St. Martin in Thurn und Wolkenstein in Gröden. Der gesamte Bergstock ist Teil des Naturparks Puez-Geisler.

## Alpinismus
Die Östliche Puezspitze ist ein touristisch bedeutendes Ziel, das durch einen markierten Steig erreicht werden kann. Dieser nimmt an der südöstlich gelegenen Puezhütte seinen Anfang, durchquert die Südhänge des Puezkofels und führt dann mit vielen Serpentinen durch steiles Gelände von Südosten her zum Gipfel. Der Aufstieg wird in der Literatur als unschwierig beschrieben und oft mit der Besteigung des Puezkofels kombiniert.

## Name
Ihren Namen dürften die Puezspitzen wohl der südlich vorgelagerten Puezalm verdanken, auch wenn die Gipfel selbst früher namentlich dokumentiert sind. Aus dem Jahr 1520 datiert die Nennung eines Paiz kofl, im Atlas Tyrolensis aus der zweiten Hälfte des 18. Jahrhunderts scheint ein Puetsen B. auf. Die Etymologie des Wortes Puez ist unklar. Möglicherweise hängt es mit einem vorrömischen bova mit der Bedeutung durch Erdrutsch verursachter Geröllstrom zusammen.
Da der Piz Duleda gelegentlich auch zu den Puezspitzen gezählt wird, scheint er ebenfalls als Westliche Puezspitze auf, wodurch der ansonsten so genannte, 2918 m hohe Gipfel zur Mittleren Puezspitze wird.